# Pintura al pastel
|  | Per a altres significats, vegeu «Colors pastel». |

La tècnica de pintura al pastel consisteix en la utilització d'unes barres de colors similars als guixos escolars, però que se'n diferencien perquè els pastel són pigments en pols, barrejats amb prou goma o resina per aglutinar-los. D'aquesta manera, s'aconsegueixen colors lluminosos, intensos i ben saturats.
És una tècnica de les anomenades seques, ja que, a diferència de la pintura a l'oli o l'aquarel·la, no s'utilitza cap dissolvent i s'aplica directament sobre la superfície de treball. Com a suport, és comú utilitzar paper de bona qualitat de bon gramatge, de color neutre no blanc i de lleugera rugositat, encara que la tècnica és prou versàtil perquè es pugui usar sobre altres superfícies.
És una tècnica còmoda, generalment ràpida i que permet realitzar correccions amb gran facilitat, raó per la qual és escollida per molts artistes.

## En la història de l'art
Aquest mitjà, el va mencionar per primera vegada Leonardo da Vinci el 1495.

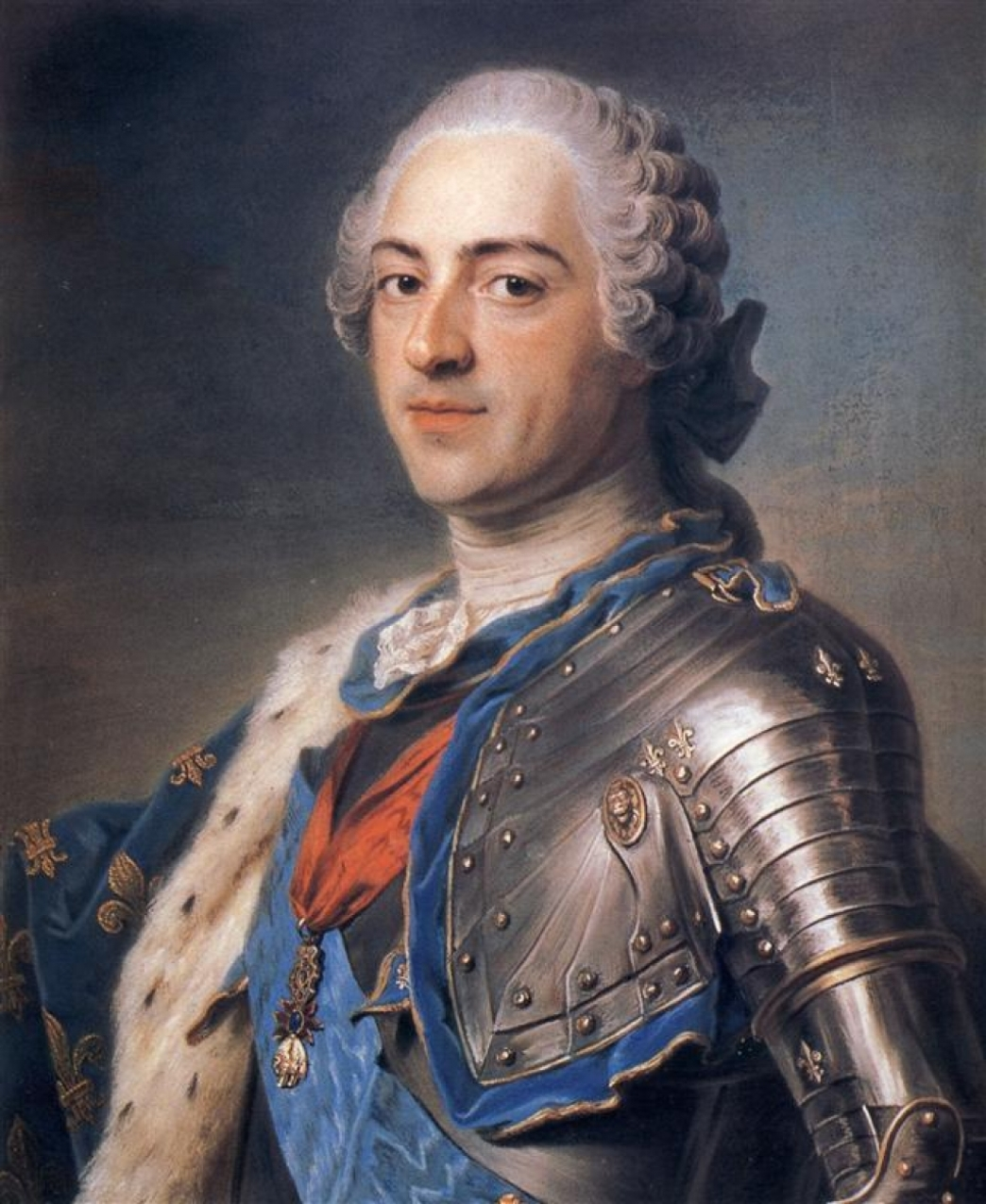
Un pastel de Lluís XV de França per Quentin de La Tour

Aquesta tècnica es va inventar, probablement, a França i Itàlia a finals del segle xvi, encara que la va usar ja Leonardo da Vinci gràcies a l'impuls de Jean Perréal.
El pastel va conèixer la seva edat d'or en el segle xvii, en què els seus colors francs i la seva capacitat per a reproduir fidelment els teixits, les textures i les llums el van fer inseparable de l'art del retrat. Va ser utilitzat per nombrosos pintors com Charles Le Brun, Robert Nanteuil o Joseph Vivien.
En el segle xviii el pastel va conèixer la seva apoteosi. Era el mitjà de moda per a pintar retrats, i se solia usar en una tècnica mixta amb guaix. Els pintors Maurice Quentin de La Tour i Rosalba Carriera són especialment ben coneguts per la seva tècnica al pastel. Quentin de La Tour va ser conegut com el "príncep dels pastelistes"; va fer servir un mètode de fixació del pastel avui en dia desaparegut. Els retrats de Jean Baptiste Simeon Chardin (1699-1779) i bodegons són encara molt admirats. Tant Chardin com Jean-Baptiste Perronneau i Jean-Étienne Liotard van explotar altres vies més espontànies o intimistes. El pastel, símbol de la gràcia de l'antic règim, va caure en desús després de la Revolució en benefici del neoclassicisme i de la pintura a l'oli.
Encara que el pastel no ha tornat mai a recobrar aquest lloc dins del món artístic, el van continuar utilitzant, de manera destacada impressionistes (Edgar Degas) i els nabís (Édouard Vuillard).
Mary Cassatt va presentar l'impressionisme i el pastel als seus amics a Filadèlfia i Washington, i d'aquí va entrar aquesta tècnica als Estats Units, on el pastel es va usar només de manera ocasional en els retrats. Això no obstant, a finals del segle xix el pastel, com l'aquarel·la, es va fer més popular. El 1885, es va fundar la Society of Painters in Pastel ('Societat de pintors al pastel').
La pintura al pastel es va fer popular en l'art modern a causa de l'àmplia gamma de colors brillants que té aquest mitjà.

## Galeria

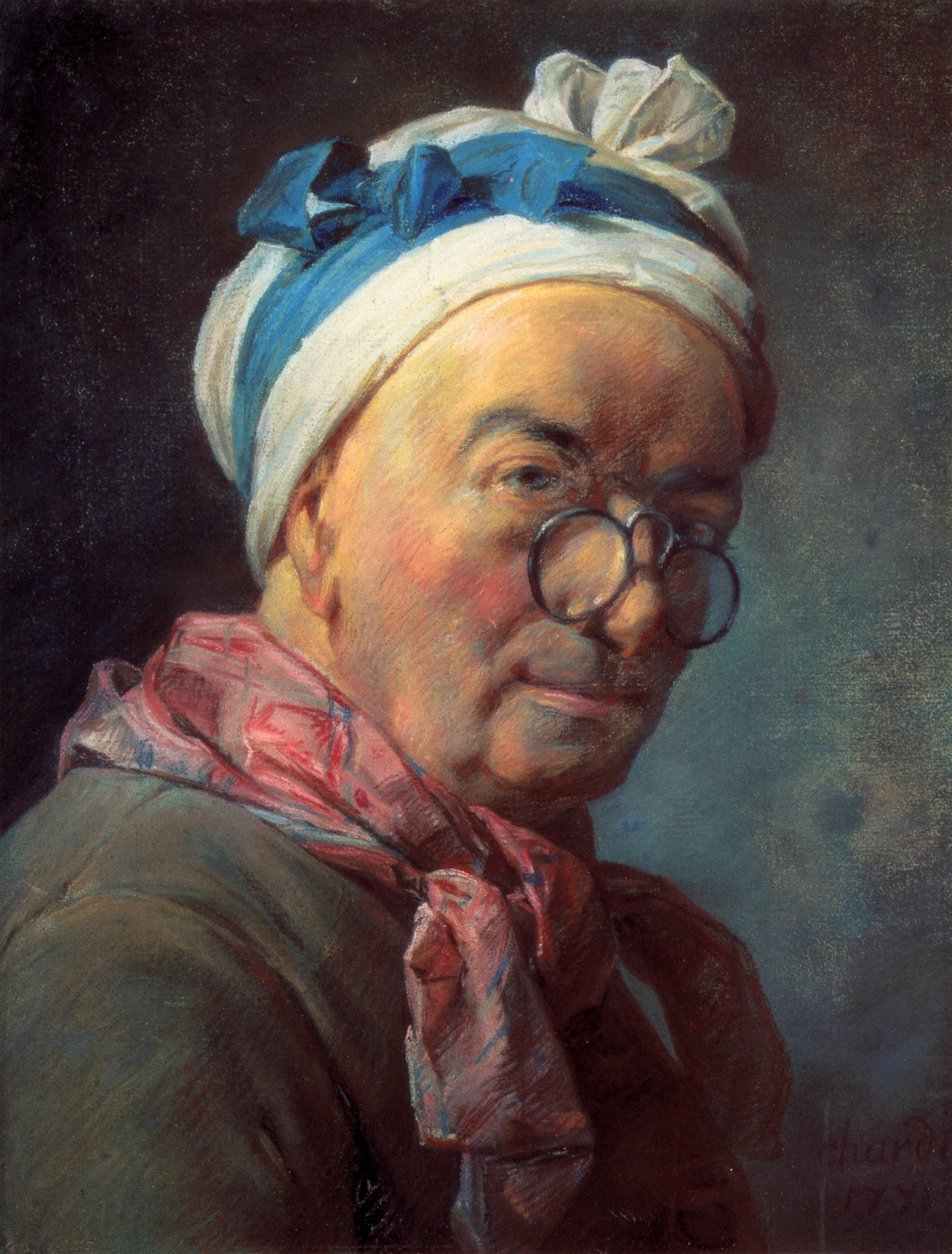
Jean Baptiste Simeon Chardin, "Autoretrat" en pastel, 1771, Museu del Louvre
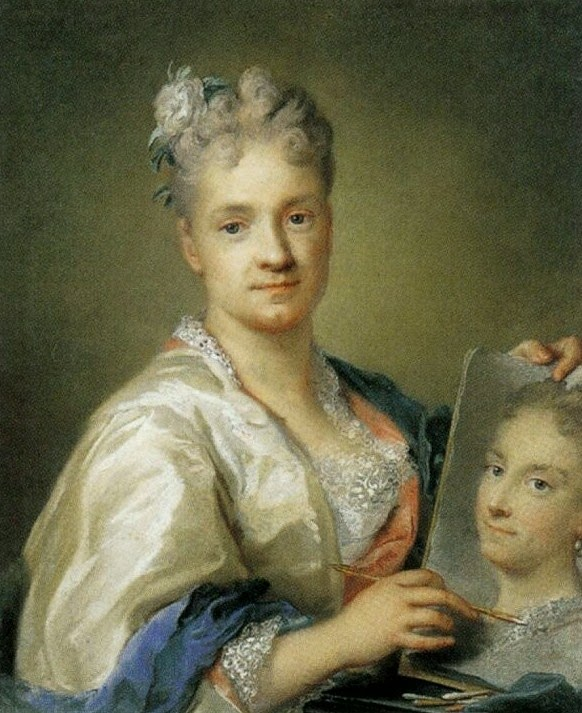
Rosalba Carriera, "Autoretrat de la pintora italiana Rosalba Carriera aguantant un retrat de la seva germana", 1715. Pastel sobre paper. Galleria degli Uffizi, Florència
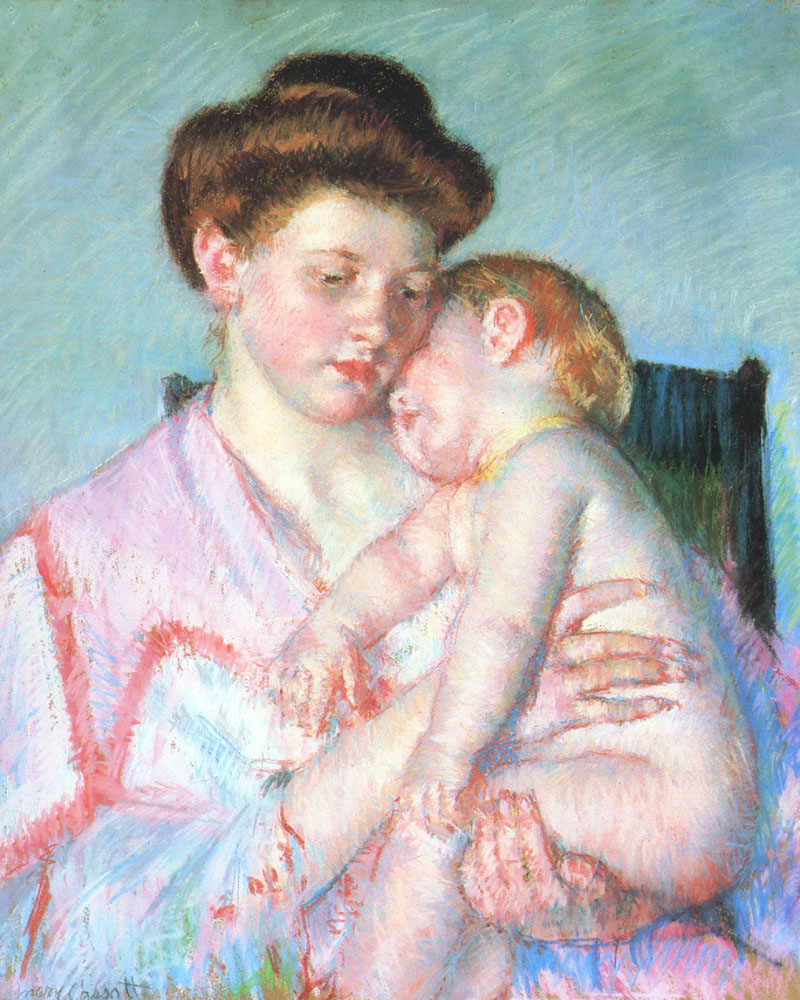
Mary Cassatt - "Nen adormit", 1910